# 귀룽나무
귀룽나무는 장미과 벚나무속에 딸린 나무이다. 북부 아프리카의 모로코, 온대 아시아의 터키, 코카서스 지방, 시베리아, 카자흐스탄, 몽고, 중국, 중국, 일본, 한국 및 유럽 각지에서 자생한다.

## 쓰임새
목재는 가구재와 조각재로 쓰이고, 조경수로도 좋다. 열매와 일년생 가지와 잎을 약으로 쓴다.

## 사진

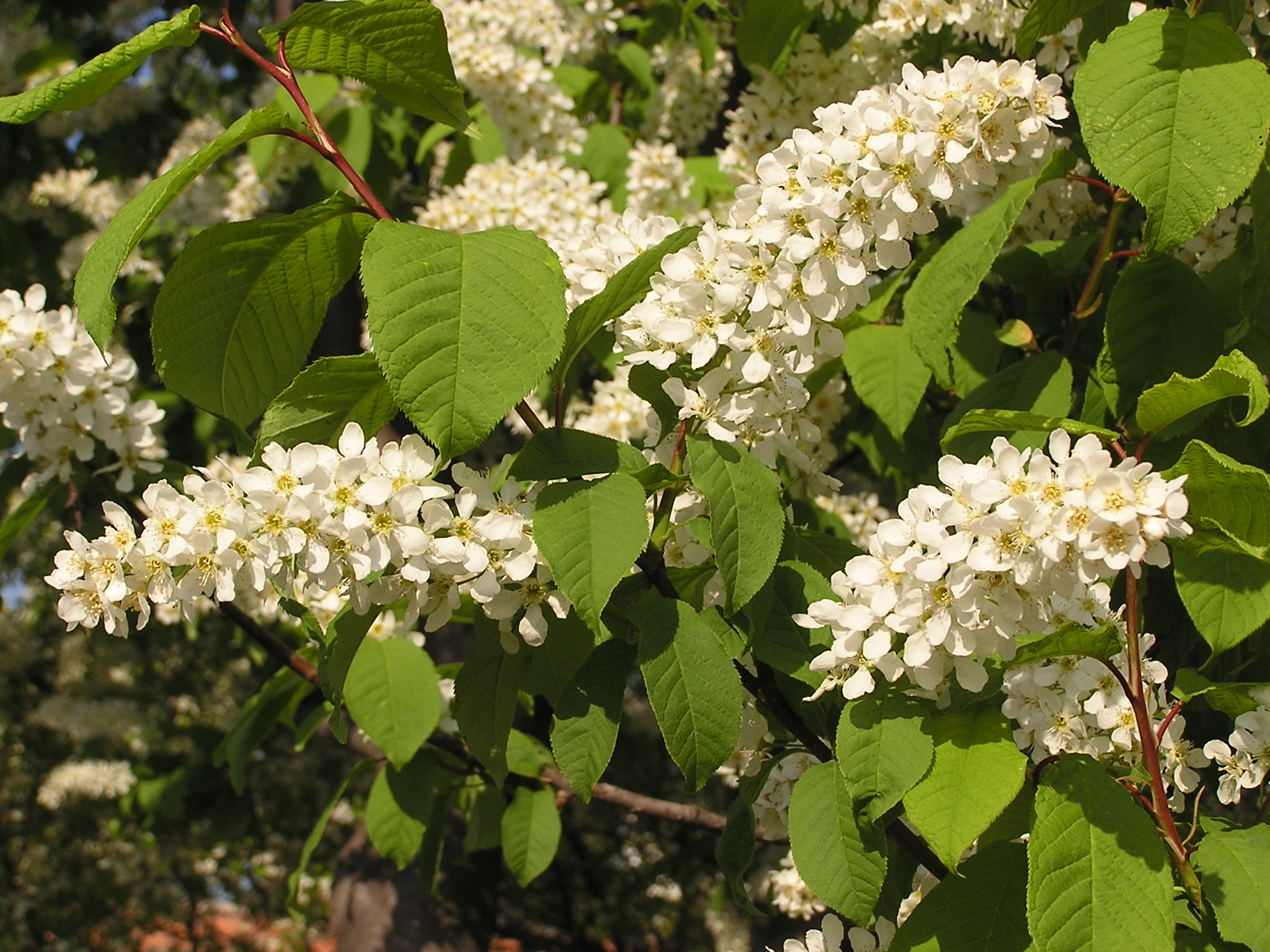
총상화서
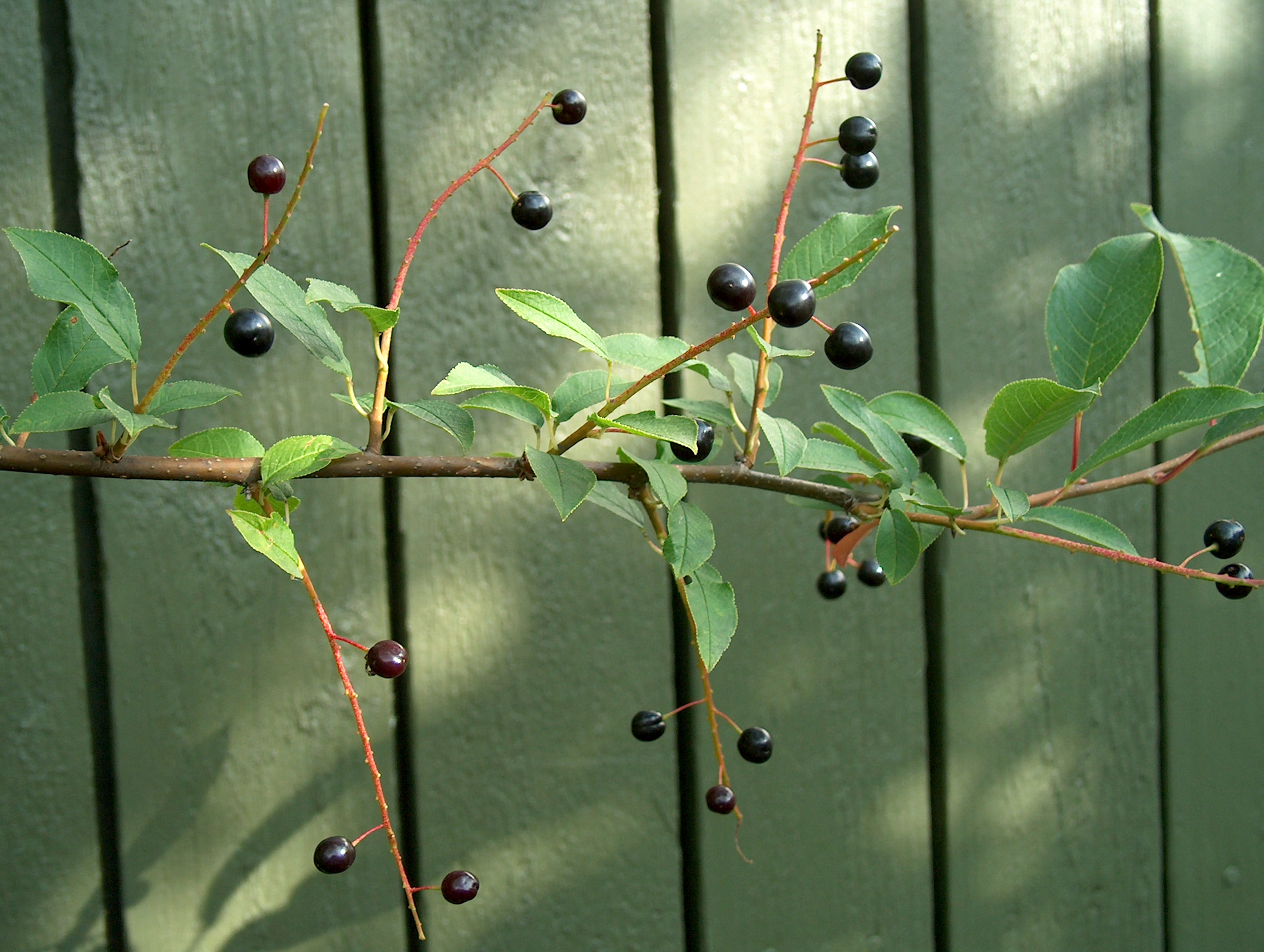
열매
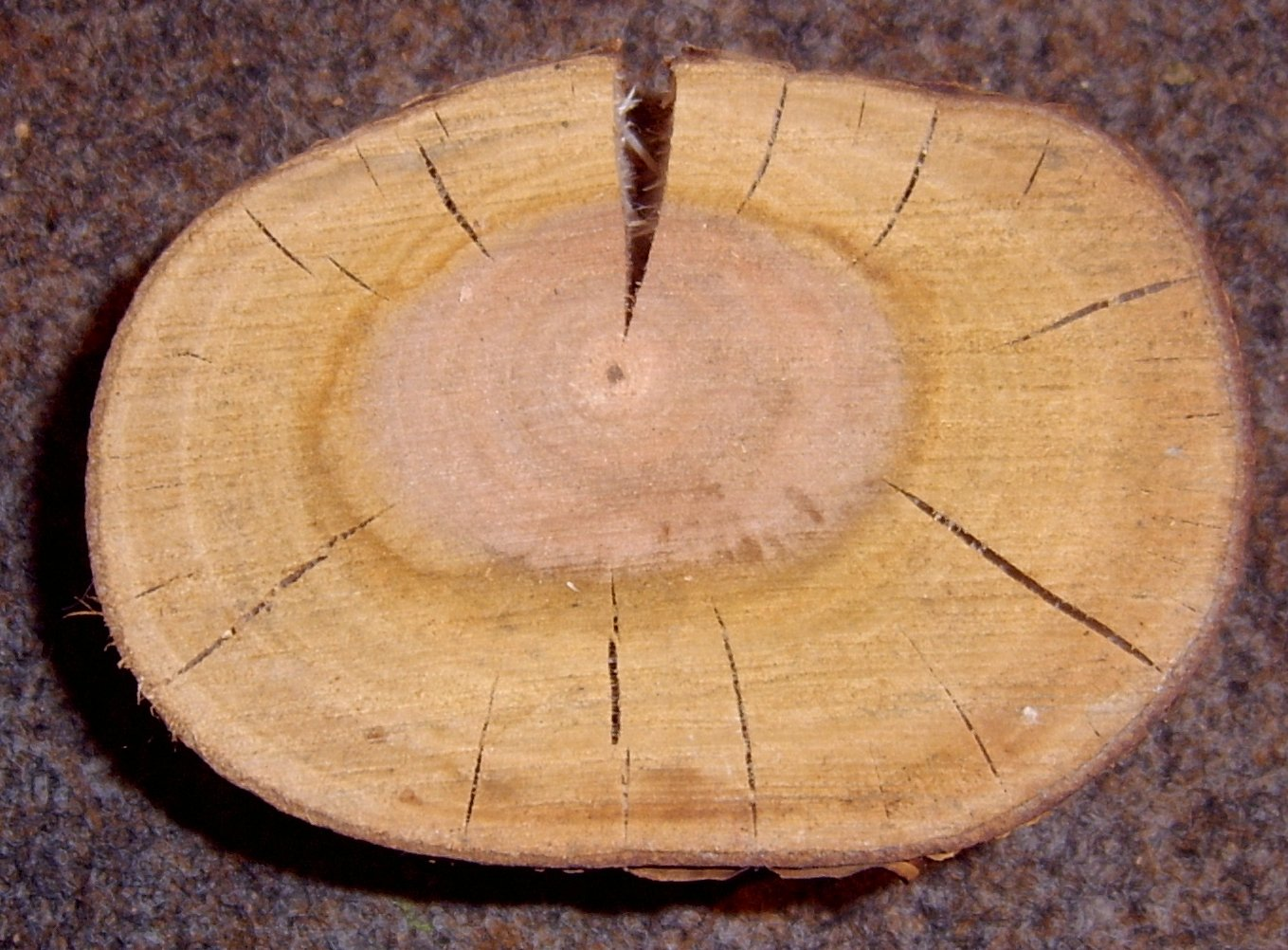